# Britte Veiteberg
Britte Veiteberg, född okänt år, död i februari 1664, var en åtalad i en häxprocess i Sunnfjord og Nordfjord i Norge 1663–64. Det var en av Norges största häxprocesser. Hon är en av dem som finns nämnda i ett norskt monument över häxprocessernas offer. 
Britte Veiteberg arbetade som piga på gården Kapperberg vid fjället Vora. Vietberg namngavs av en av de åtalade under en stor grupp personer av båda könen som ställdes inför rätta i en häxprocess i Henden i Gloppen i maj 1663. Ragnhild Myklebust påstod sig då ha sett Veiteberg närvara vid ett möte med Satan på fjället Vore vid sankt Hans-natten 1662. 
Britte Veiteberg arresterades och ställdes inför rätta 5 augusti 1663. Under förhöret uppgav Vietberg att hon hade ridit till Sankt Hans-festen på en kvast och mött Satan, som bjöd henne på en röd illasmakande dryck, satte sitt märke på hennes arm med en syl och gav henne en personlig demon vid namn Mørch, varefter alla hade dansat två och två. Hon utpekade i sin tur 19 personer, varav en man, som också hade varit närvarande. Hon avlade också på begäran sitt vittnesmål i Bergen inför lagmannen, borgmästaren och stadens styrelse. I februari 1664 blev hon dömd till döden genom bränning på bål. 
Åtalet utgör något av ett särfall eftersom hon dömdes enbart på grund av närvaro vid en häxsabbat och utan att ha blivit anklagad för att ha utövat magi. En medverkande faktor anses vara det faktum att hon hade fått ett barn med sitt syskonbarn Tore Lauritsen. 
År 2002 restes ett monument till minne av de som avrättades för häxeri utfört av Stig Eikaas: “Heksekonen”.   